# Bootstrapping Server Function
De Bootstrapping Server Function (BSF) is een internationaal gestandaardiseerde functie die een mobiele operator in zijn network implementeert. De BSF wordt in mobiele telecommunicatie netwerken gebruikt voor de authenticatie van een mobiele telefoon of andere apparaten die zijn aangesloten op een mobiel netwerk. De authenticatie wordt gebruikt om de identiteit van de eindgebruiker te verifiëren en om te controleren of hij gerechtigd is om de diensten van de mobiele operator te gebruiken. Het wordt gebruikt voor algemene mobiele diensten zoals mobiele televisie (DVB-H, MBMS), mobiele (micro) betalingen etc. Een mobiele operator kan bijvoorbeeld hiermee bepalen of de gebruiker een bepaalde zender op zijn mobiele TV kan bekijken of niet (bijvoorbeeld voor rated premium TV zenders).

## Functioneel
Voor de authenticatie gebruikt de BSF een applicatie onafhankelijk veiligheidsmechanisme dat is gebaseerd op de 3GPP AKA (Authentication and Key Agreement).  
Met dit mechanisme wordt een sleutel uitgewisseld die alleen bekend is in de mobiele telefoon (client) en de BSF (server). Deze sleutels zijn dan voor beiden bekend en worden gebruikt om de verdere communicatie tussen de verschillende applicaties cryptografisch te versleutelen. Deze relatie tussen de client en de server zorgt ervoor dat de mobiele operator er zeker van is dat de dienst gebruikt wordt (of kan worden) door zijn klanten. Enkel en alleen wanneer de client (mobiele telefoon) in het bezit is van de juiste sleutels kan een dienst gebruikt worden. De sleutels kunnen met regelmaat worden veranderd om misbruik tegen te gaan.
De term bootstrapping heeft betrekking op een mobiele telefoon welke geen (of verlopen) relatie heeft met de BSF. Hiervoor zal de mobiele telefoon een procedure moeten starten om de relatie tussen hem en de BSF tot stand te brengen en de sleutels uit te wisselen, dit gebeurt bij het opstarten (bootstrapping) van de dienst.
Voor de communicatie tussen mobiele telefoon en de BSF in het mobiele netwerk worden protocollen zoals DIAMETER en HTTP gebruikt.

## Standaardisering
BSF is gestandaardiseerd in de 3GPP. Dit is beschreven in de 3GPP GAA (Generic Authentication Architecture) en de 3GPP GBA (Generic Bootstrapping Architecture)